# Lembach
För andra betydelser, se Lembach (olika betydelser).
Lembach är en kommun i departementet Bas-Rhin i regionen Grand Est (tidigare regionen Alsace) i nordöstra Frankrike. Kommunen ligger i kantonen Wissembourg som tillhör arrondissementet Wissembourg. År 2022 hade Lembach 1 510 invånare.

## Befolkningsutveckling
Antalet invånare i kommunen Lembach
| Referens: INSEE |